# 꽃보다 아름다워
《꽃보다 아름다워》는 KBS 2TV에서 2004년 1월 1일부터 2004년 4월 14일까지 방영된 수목 미니시리즈이다.
한편, "바람 잘 날 없는 집안에서 미련하게 가족을 지키는 순박한 엄마와 자식간의 가족 사랑을 그리는 따뜻한 드라마로 작가의 역량이 높게 평가됐다"는 호평을 받아 2004년 12월 개최된 제 17회 한국방송작가상 드라마 부문 수상의 영예를 안았는데 SBS 모래시계(8회) 이후 해당 작품이 오랜만에 호흡이 짧은 미니시리즈로 방영된 작품들 중 역대 한국방송작가상 드라마 부문 수상의 영예를 안기도 했다.

## 등장 인물
- 고두심 : 이영자 역
- 배종옥 : 김미옥 역
- 한고은 : 김미수 역
- 주현 : 김두칠 역
- 김흥수 : 김재수 역
- 박상면 : 박영민 역
- 김명민 : 장인철 역
- 김영옥 : 우식 할머니 역
- 맹상훈 : 고모부 역
- 박성미 : 고모 역
- 김영수 : 김재건 역
- 방은희 : 재건 엄마 역
- 추소영 : 강지니 역
- 조은지 : 제인 역
- 조재완 : 오진우 역
- 이수빈 : 이민이 역
- 박영린 : 강진수 역
- 안홍진 : 민우 역
- 강지환 : 김재식 역 (사진)

## 참고 사항
- 원래 제목은 <울엄마는 바보>였으나[3] 앞시간대 시트콤 달려라 울엄마와 제목이 비슷하여 서둘러 변경했다.
- 고두심(이영자 역) 배종옥 (김미옥 역)은 해당 작품에 앞서 SBS 《토지》캐스팅 물망에 올랐으나[4] 고사했다.

## 수상 경력
- 2004년 KBS 연기대상 남자 조연상 김흥수
- 2004년 KBS 연기대상 작가상 노희경
- 2004년 KBS 연기대상 대상 고두심
- 2004년 제31회 한국방송대상 통합 작가상 노희경
- 2004년 제31회 한국방송대상 통합 탤런트상 고두심
- 2004년 제17회 한국방송작가상 드라마 부문상 노희경